# Moléans
Moléans ist eine französische Gemeinde mit 442 Einwohnern (Stand: 1. Januar 2022) im Département Eure-et-Loir in der Region Centre-Val de Loire; sie gehört zum Arrondissement Châteaudun und zum Kanton Châteaudun.

## Geographie
Moléans liegt etwa sechs Kilometer nordöstlich vom Stadtzentrum Châteauduns. Umgeben wird Moléans von den Nachbargemeinden Bonneval im Norden und Nordwesten, Saint-Maur-sur-le-Loir im Norden und Nordosten, Conie-Molitard im Osten, Lutz-en-Dunois im Süden, Jallans im Südwesten, Donnemain-Saint-Mamès im Westen und Südwesten sowie Saint-Christophe im Nordwesten.

## Bevölkerungsentwicklung
| Jahr                      | 1962 | 1968 | 1975 | 1982 | 1990 | 1999 | 2006 | 2013 |
| Einwohner                 | 308  | 268  | 292  | 436  | 510  | 476  | 507  | 473  |
| Quelle: Cassini und INSEE |      |      |      |      |      |      |      |      |

## Sehenswürdigkeiten

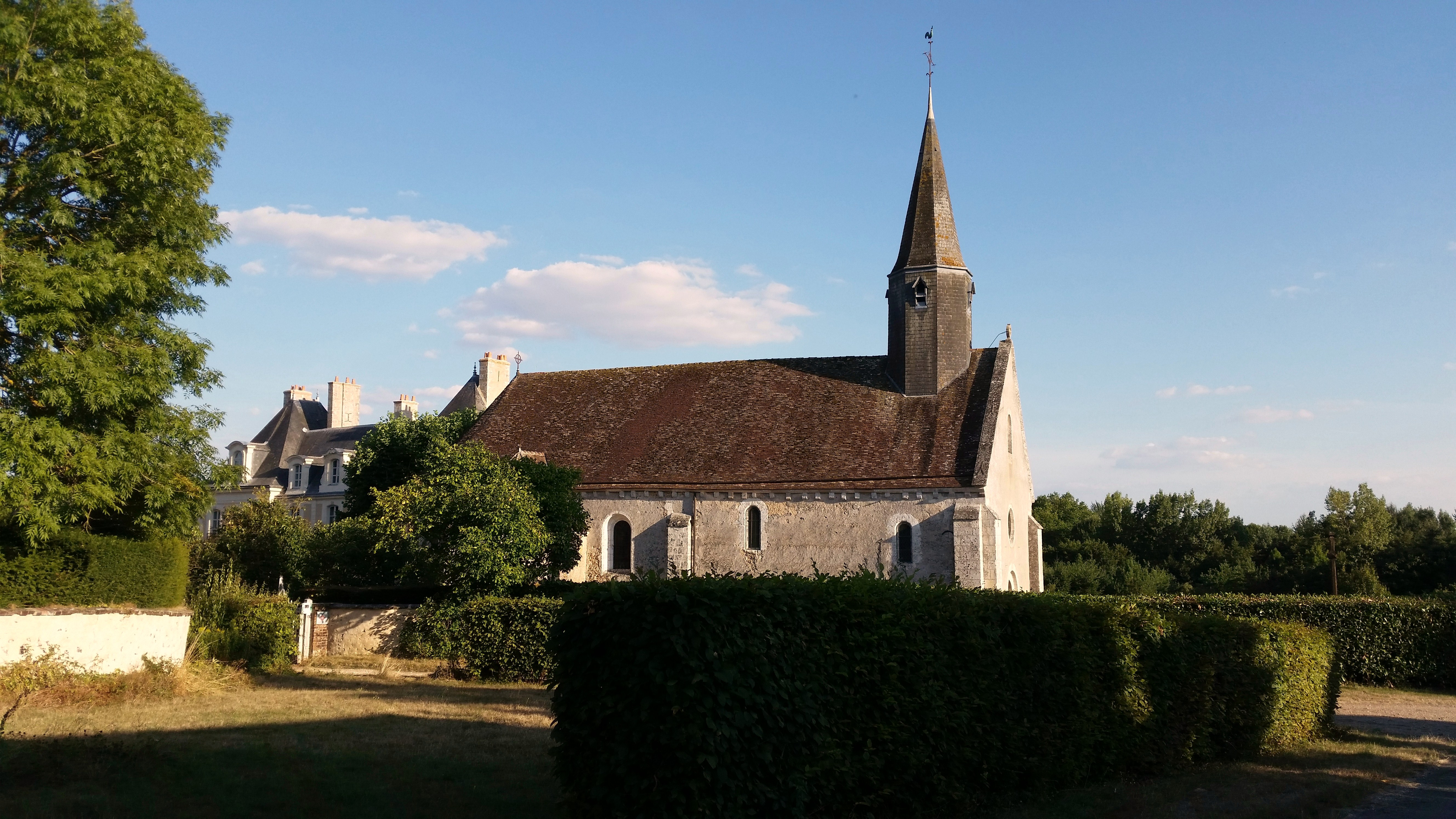
Kirche Saint-Pierre
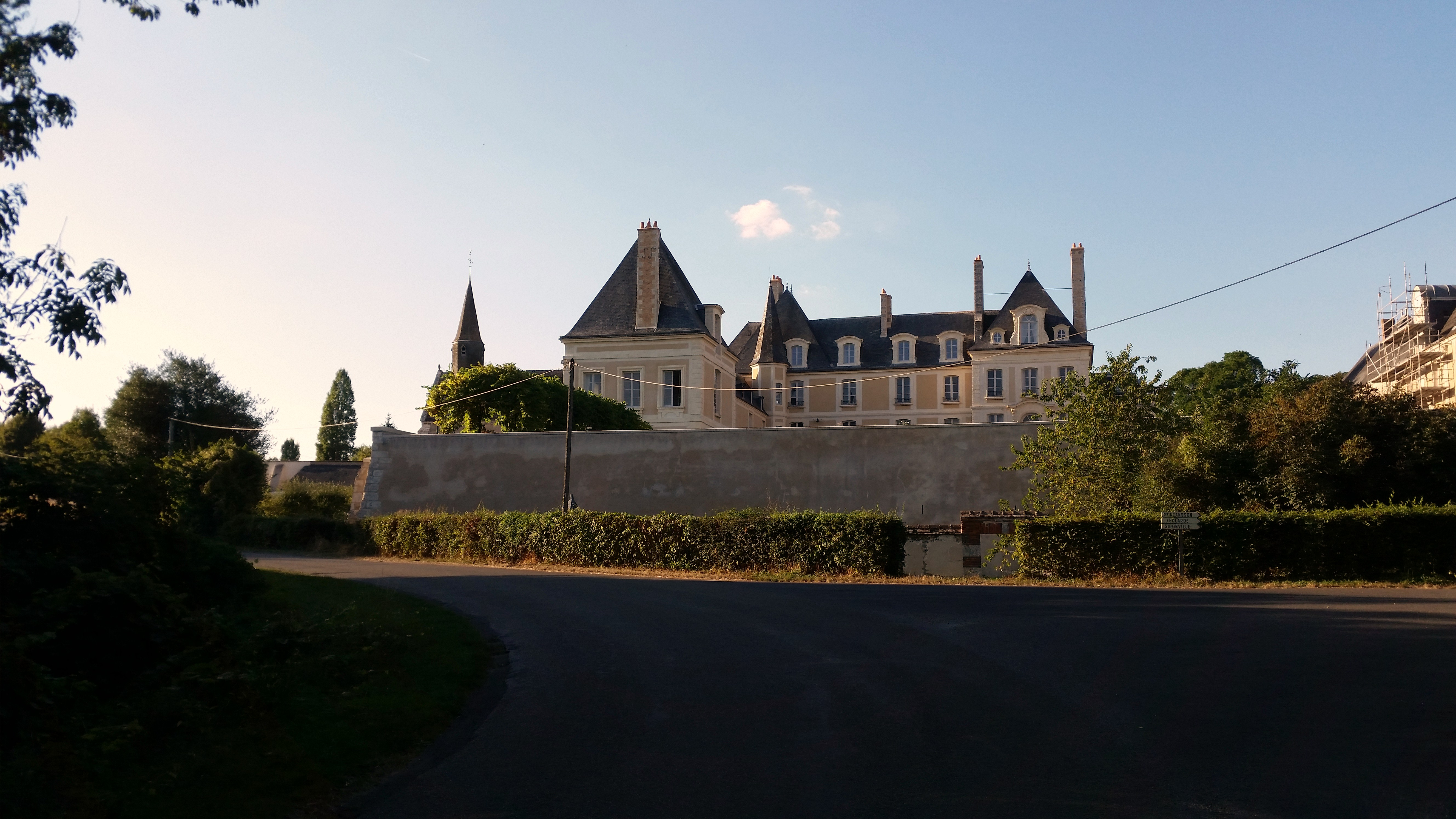
Schloss Moléans aus dem 16. Jahrhundert, seit 1991/1994 Monument historique
- Wassermühle

- Kirche Saint-Pierre
- Schloss Moléans